# Adam Sztark
Adam Sztark SJ (ur. 30 lipca 1907 w Zbiersku, zm. 19 grudnia 1942 k. Słonimia) – polski duchowny katolicki, Sługa Boży Kościoła katolickiego, pierwszy polski jezuita odznaczony medalem Sprawiedliwy wśród Narodów Świata.

## Życiorys
Urodził się w rodzinie Władysława i Teresy z domu Gałęckiej. Po ukończeniu Gimnazjum im. Asnyka w Kaliszu wstąpił do zakonu jezuitów w Starej Wsi (1924). Święcenia kapłańskie przyjął w czerwcu 1936, po czym podjął pracę jako administrator sanktuarium maryjnego w Żyrowicach k. Słonima na Polesiu. Był też kapelanem w miejscowym szpitalu oraz duszpasterzem w klasztorze sióstr Niepokalanego Poczęcia.
Po wybuchu II wojny światowej stał się ofiarą represji ze strony III Rzeszy. Według zeznań świadków: nawoływał z ambony do pomocy Żydom, zbierał na ich rzecz wśród parafian pieniądze i kosztowności, organizował dla nich aryjskie papiery. Odnalezione na ulicy osierocone żydowskie dzieci przechowywał na plebanii. Aresztowany 18 grudnia 1942 został rozstrzelany następnego dnia przez Niemców. Rozstrzelany został pod wzgórzem Pietralewickim k. Słonimia. Według świadków w czasie egzekucji wznosił okrzyki: „Niech żyje Chrystus Król, niech żyje Polska. Ojcze, przebacz im, bo nie wiedzą, co czynią!”. 8 marca 2001 izraelski Instytut Jad Waszem w Jerozolimie przyznał mu medal Sprawiedliwy wśród Narodów Świata.

## Proces beatyfikacyjny
Był jednym z 122 Sług Bożych, wobec których 17 września 2003 rozpoczął się drugi proces beatyfikacyjny drugiej grupy polskich męczenników z okresu II wojny światowej. Decyzją Księży Jezuitów wyodrębniono z procesu przedstawicieli tegoż zakonu z obu prowincji. Proces beatyfikacyjny prowadzony jest obecnie pod tytułem Sprawa beatyfikacji Sług Bożych ks. Adama Sztarka i XVI towarzyszy.